# Panelus rufulus
Panelus rufulus là một loài bọ cánh cứng trong họ Bọ hung (Scarabaeidae).